# Ann-Kathrin Kramer
Ann-Kathrin Kramer (ur. 4 kwietnia 1966 w Wuppertal) – niemiecka aktorka i pisarka. We wrześniu 2005 roku na rynku pojawiła się jej książka dla dzieci Matilda - Oder die aus dem Haus ohne Fenster.

## Filmografia wybrana
- Dziwne zachowania dojrzałych płciowo mieszkańców dużych miast w okresie łączenia się w pary (Das merkwürdige Verhalten geschlechtsreifer Großstädter zur Paarungszeit, 1998)
- Złodziej nad złodziejami (Der Meisterdieb, 2012)